# Pirgula quinquepunctata
Pirgula quinquepunctata är en fjärilsart som beskrevs av Wichgraf 1921. Pirgula quinquepunctata ingår i släktet Pirgula och familjen tofsspinnare. Inga underarter finns listade i Catalogue of Life.